# 朱祁𨧨
汤阴庄僖王朱祁𨧨（1432年—1485年10月14日），明朝赵惠王朱瞻塙嫡三子，王妃王氏所生，赵简王朱高燧孙，明成祖曾孙。

## 生平
正统八年（1443年）十月赐名。正统九年（1444年）七月，明英宗派隆平侯张淳等为正使、给事中陈宜等为副使，各自持节册封朱祁𨧨为汤阴王。九月，给朱祁𨧨及其二哥临漳王朱祁鋆、四弟襄邑王朱祁锃岁禄各二千石，米钞各半。
景泰元年（1450年）四月，明代宗遣駙馬都尉焦敬等為正使，吏部右侍郎俞山等為副使，持節冊封兵馬副指揮張本的女兒為湯陰王妃。
朱祁𨧨的七弟南乐王朱祁鉷、八弟平乡王朱祁鏓因乳母生病而同朱祁𨧨十天内两次祷于城隍庙，且聚集伶人男妇百余人在庙戏舞酣宴，被彰德府知府李嶲上报。天顺五年（1461年）十月，英宗降敕切责。
天顺六年（1462年）正月，英宗下敕书给朱祁𨧨，责他因聽信校尉家人李寧等引誘，行为不法，已將李寧等提問治罪，但朱祁𨧨身为宗室王爵也不该听人引诱違越禮法，特遣內官李廣取朱祁𨧨入京戒諭，敕令他收到敕令就遵行，不得拖延违抗。六月，英宗致書宗室諸王，说先前因朱祁𨧨所為非禮，特取入京戒諭及令皇親內官審問非禮之事，全都属實，是因为平日聽信小人哄誘、不從教授諫止才如此，論罪當降為庶人，仅念宗亲之義特别违背法律予以宽贷，仍送回府令其改過自新以保名爵，现在记录下他的所為专门写在书信里告知诸王，也让诸王知道朝廷取他入京戒谕的缘由。
成化十二年（1476年）六月，巡撫都御史張瑄等上报朱祁𨧨的侄子赵靖王朱見灂醉后欲杀南乐、汤阴二王两位叔父等罪、朱祁鉷杖杀二人及与朱祁鋆、朱祁𨧨一同強買婦女、奪人畜產，导致所在軍民出门在外者多被擾害等罪。明宪宗敕內官与石璟、錦衣衛指揮趙伦前去會同鎮守巡撫等官调查，查得详情，宪宗下旨法司會同皇親及文武大臣商议得出结论，下詔谴责趙靖王“逞凶欲殺尊長，罪惡深重”等罪，于祖訓本難寬貸，念母妃求情而宽恕，暂且從輕，而朱祁鉷所犯罪过也重，都革去冠帶，减祿米三分之二，令戴民巾讀書習禮；朱祁𨧨减祿米一半，朱祁鋆减祿米三分之一，都革去冠服，並下敕切責，将供词告知各王；并下詔革南樂、湯陰、臨漳三王校尉为十人。
成化十五年（1479年）三月，宪宗命西寧侯宋愷、武平伯陳能、富陽伯李輿、成安伯郭鐄、懷柔伯施鑑為正使，中書舍人高峘、刑部郎中林和、吏部員外郎焦恕、戶部員外郎梁謹、兵部員外郎李鑑、禮部主事高敞為副使，各自持節冊封河南裕州同知王欽的女儿為湯陰王妃。
成化十八年（1482年）三月，朱祁𨧨及其嫡五弟雒川王朱祁鋹、朱祁鉷各奏欲按時序出城祭祀先人坟墓。禮部认为三王兄弟不宜同日遠出，請求制止，令朱祁𨧨每年去一次，宪宗下诏同意。
成化二十一年（1485年）九月，朱祁𨧨去世。朝廷得知死讯，輟朝一日，按制度賜祭葬，谥莊僖。弘治元年（1488年）九月，嫡长子朱見準袭封。

## 家庭

### 妻妾
- 王妃张氏
- 王妃彭氏，生朱見準
- 王妃王氏
- 王妃赵氏

### 子孙
- 嫡长子汤阴王朱見準
- 鎮國將軍朱見溶，弘治三年（1490年）三月奏请出城送葬其母获准，[16]弘治六年（1493年）六月向朱见灂揭发兄长朱見準的其他事，因有不实，被降敕切責[17]
  - 庶第二子輔國將軍朱祐楄，弘治三年（1490年）四月赐名，[18]弘治五年（1492年）四月按制度赐诰命冠服
  - 第四子輔國將軍朱祐棬，弘治五年（1492年）四月赐名[19]，弘治十六年（1503年）五月按制度赐诰命冠服[20]
  - 第五子朱祐𣘧，弘治十年（1497年）八月赐名[21]
- 第五子鎮國將軍朱見潲，成化十一年（1475年）八月赐名，[22]弘治三年（1490年）三月与夫人按制度获赐誥命冠服，[23]弘治六年（1493年）六月醉后向朱见灂揭发兄长朱見準私通继母赵太妃并骂了朱见准，被降敕切責、革祿米三分之一，[17]正德元年（1506年）十月因欲行淫亲手打死平民，被革爵闲住、敕趙庄王朱祐棌約束[24]
- 第六子鎮國將軍朱見染，成化十一年（1475年）八月赐名，[22]弘治三年（1490年）三月与夫人按制度获赐誥命冠服[23]
  - 庶长子朱祐櫎，弘治十二年（1499年）十二月赐名[25]
- 第七子鎮國將軍朱見渰，成化十一年（1475年）八月赐名，[22]弘治三年（1490年）三月与夫人按制度获赐誥命冠服[23]
  - 嫡长子朱祐柵，弘治五年（1492年）四月赐名[19]